# Lista siturilor arheologice din județul Ialomița - G
Lista siturilor arheologice din județul Ialomița - G conține toate siturile arheologice din județul Ialomița înscrise în Repertoriul Arheologic Național (RAN) și aflate în localități al căror nume începe cu litera G. RAN este administrat de Ministerul Culturii și Patrimoniului Național și cuprinde date științifice, cartografice, topografice, imagini și planuri, precum și orice alte informații privitoare la zonele cu potențial arheologic, studiate sau nu, încă existente sau dispărute.
Puteți căuta un sit din localitățile care încep cu litera G folosind formularul de mai jos sau puteți naviga prin toate siturile din județ la Lista siturilor arheologice din județul Ialomița.
| Cod RAN                                  | Denumire | Localitate                                | Adresă         | Datare                            | Descoperit | Coordonate                                    | Imagine           | Erori            |
| ---------------------------------------- | --- | ----------------------------------------- | -------------- | --------------------------------- | ---------- | --------------------------------------------- | ----------------- | ---------------- |
| 93619.01.01 (Cod LMI: IL-I-s-B-14048)    | Așezarea Latene de la Gheorghe Doja - "La Cărămidărie" / ansamblu anonim (Categorie: locuire civilă) (Tip: Așezare)                                              | sat Gheorghe Doja, comuna Gheorghe Doja   | La Cărămidărie | geto-dacică                       |            | 44°35′52″N 27°10′57″E / 44.59778°N 27.1825°E  | Încărcați imagine | Raportați eroare |
| 93254.01.01 (Cod LMI: IL-I-s-B-14049)    | Așezarea Dridu de la Gimbășani / ansamblu anonim (Categorie: locuire civilă) (Tip: Așezare)                                                                      | sat Gimbășani, comuna Cosâmbești          |                | Dridu sec. IX - XI                |            | 44°34′22″N 27°29′33″E / 44.57278°N 27.4925°E  | Încărcați imagine | Raportați eroare |
| 93655.01.01 (Cod LMI: IL-I-s-B-14050)    | Așezarea geto-dacică de la Giurgeni - "La Mozacu" / ansamblu anonim (Categorie: locuire civilă) (Tip: Așezare)                                                   | sat Giurgeni, comuna Giurgeni             | La Mozacu      | geto-dacică sec. IV - III a. Chr. |            | 44°44′25″N 27°50′44″E / 44.74028°N 27.84556°E | Încărcați imagine | Raportați eroare |
| 93655.02.01 (Cod LMI: IL-I-m-A-14051.02) | Orașul medieval Târgu de Floci de la Giurgeni-Piua Petrii / ansamblu Ruinele orașului medieval Târgul de Floci (Categorie: locuire civilă) (Tip: Așezare urbană) | sat Giurgeni, comuna Giurgeni             | Piua Petrii    | sec. XVI - XVIII                  |            | 44°45′49″N 27°59′07″E / 44.76361°N 27.98528°E | Încărcați imagine | Raportați eroare |
| 93655.02.02 (Cod LMI: IL-I-m-A-14051.01) | Orașul medieval Târgu de Floci de la Giurgeni-Piua Petrii / ansamblu Ruinele Bisericii nr. 1 (Categorie: locuire civilă) (Tip: Biserică)                         | sat Giurgeni, comuna Giurgeni             | Piua Petrii    | sec. XVI - XVIII                  |            | 44°45′49″N 27°59′07″E / 44.76361°N 27.98528°E | Încărcați imagine | Raportați eroare |
| 93655.02.03 (Cod LMI: IL-I-s-A-14051)    | Orașul medieval Târgu de Floci de la Giurgeni-Piua Petrii / ansamblu Sector Grind 3, punct: "Avicola" (Categorie: locuire civilă) (Tip: Locuință)                | sat Giurgeni, comuna Giurgeni             | Piua Petrii    | sec. XV-XVII                      |            | 44°45′49″N 27°59′07″E / 44.76361°N 27.98528°E | Încărcați imagine | Raportați eroare |
| 9365.02.04 (Cod LMI: IL-I-s-A-14051)     | Orașul medieval Târgu de Floci de la Giurgeni-Piua Petrii / ansamblu Sector Piua Pietrii (Categorie: locuire civilă) (Tip: Locuință)                             | sat Giurgeni, comuna Giurgeni             | Piua Petrii    | X-XI                              |            | 44°45′49″N 27°59′07″E / 44.76361°N 27.98528°E | Încărcați imagine | Raportați eroare |
| 93655.02.05 (Cod LMI: IL-I-s-A-14051)    | Orașul medieval Târgu de Floci de la Giurgeni-Piua Petrii / ansamblu Sector Piua Pietrii (Categorie: locuire civilă) (Tip: Așezare)                              | sat Giurgeni, comuna Giurgeni             | Piua Petrii    | sec.XV-XVIII                      |            | 44°45′49″N 27°59′07″E / 44.76361°N 27.98528°E | Încărcați imagine | Raportați eroare |
| 93655.02.06 (Cod LMI: IL-I-s-A-14051)    | Orașul medieval Târgu de Floci de la Giurgeni-Piua Petrii / ansamblu Sector Piua Pietrii (Categorie: locuire civilă) (Tip: necropola)                            | sat Giurgeni, comuna Giurgeni             | Piua Petrii    | sec.XV-XVIII                      |            | 44°45′49″N 27°59′07″E / 44.76361°N 27.98528°E | Încărcați imagine | Raportați eroare |
| 94018.01.01                              | Situl arheologic de la Gura Ialomiței / ansamblu anonim (Categorie: locuire) (Tip: Așezare)                                                                      | sat Gura Ialomiței, comuna Gura Ialomiței |                |                                   |            |                                               | Încărcați imagine | Raportați eroare |
| 94018.01.02                              | Situl arheologic de la Gura Ialomiței / ansamblu anonim (Categorie: locuire) (Tip: Așezare)                                                                      | sat Gura Ialomiței, comuna Gura Ialomiței |                | geto-dacică                       |            |                                               | Încărcați imagine | Raportați eroare |
| 94018.01.03                              | Situl arheologic de la Gura Ialomiței / ansamblu Schitul Flămânda (Categorie: locuire) (Tip: Schit)                                                              | sat Gura Ialomiței, comuna Gura Ialomiței |                | sec. XVII-XVIII                   |            |                                               | Încărcați imagine | Raportați eroare |